# Lixophaga punctata
Lixophaga punctata är en tvåvingeart som först beskrevs av Townsend 1927.  Lixophaga punctata ingår i släktet Lixophaga och familjen parasitflugor. Inga underarter finns listade i Catalogue of Life.